# Vladimir Cvetković
Pour les articles homonymes, voir Cvetković.
Vladimir Cvetković, né le 24 mai 1941, à Loznica, dans la République socialiste de Serbie est un ancien joueur yougoslave de basket-ball, évoluant au poste d'ailier.

## Carrière

### Palmarès
- Finaliste des Jeux olympiques 1968
- Finaliste du championnat du monde 1963
- Finaliste du championnat du monde 1967
- Finaliste du championnat d'Europe 1969